# Cojasca
Cojasca è un comune della Romania di 7 374 abitanti, ubicato nel distretto di Dâmbovița, nella regione storica della Muntenia.
Il comune è formato dall'unione di 3 villaggi: Cojasca, Fântânele, Iazu.